# Angela Seropian
Angela Seropian (6 de mayo de 1978) es una deportista sueca que compitió en taekwondo. Ganó una medalla de plata en el Campeonato Europeo de Taekwondo de 2005, en la categoría de –47 kg.

## Palmarés internacional
| Campeonato Europeo | Campeonato Europeo | Campeonato Europeo | Campeonato Europeo |
| Año                | Lugar              | Medalla            | Categoría          |
| ------------------ | ------------------ | ------------------ | ------------------ |
| 2005               | Riga (Letonia)     | Medalla de plata   | –47 kg             |